# تاریخ باکو
باکو پایتخت جمهوری آذربایجان است. این شهر همچنین پایتخت شروان در زمان سلطنت اخسیتان اول و خلیل‌الله اول)، خانات باکو، جمهوری دمکراتیک آذربایجان و جمهوری آذربایجان شوروی و مرکز اداری استان باکو en:Baku Governorate روسیه بوده‌است. نام باکو از فارسی قدیمی باگاوان گرفته شده‌است که به «شهر خدا» ترجمه شده‌است. ریشه‌شناسی عامیانه نام باکو را به دلیل وزش بادهای مکرر در باکو از واژه فارسی بادکوبه (بادکوبه) به معنای «شهری که باد می‌وزد» گرفته‌اند. با این حال، کلمه بادکوبه تنها در قرن شانزدهم یا هفدهم متداول شد، در حالی که باکو حداقل قبل از قرن پنجم پس از میلاد تأسیس شده بود. از قرن سیزدهم میلادی نام باکو در منابع اروپایی قرون وسطی ظاهر شد. املای نام از Vahcüh (Pietro Della Valle)، تا Bakhow, Baca, Bakuie و Backu متفاوت است. روی سکه‌های ضرب شیروانشاه نام باکویا آمده‌است. فرضیه‌های مختلفی برای توضیح ریشه‌شناسی کلمه باکو ارائه شده‌است. به گفته L.G.Lopatinski و Ali Huseynzade «باکو» از کلمه ترکی «تپه» گرفته شده‌است. K.P. پاتکانوف، متخصص تاریخ قفقاز، نیز این نام را «تپه» اما به زبان لاکی توضیح می‌دهد.

## اسامی در منابع قرون وسطی
| قرن‌ها / سال‌ها           | منابع                         | نام باکو                                       |
| ----------------------- | ----------------------------- | ---------------------------------------------- |
| قرن پنجم تا هشتم میلادی | موسی خورناتسی آنانیا شیرکاتسی | آتلی باگاوان آتیشی باگاوان یا به سادگی باگاوان |
| ۹۳۰ میلادی              | اصطخری                        | باکوه                                          |
| ۹۴۳–۹۴۴ میلادی          | مسعودی                        | باکوه                                          |
| ۹۴۲–۹۵۲ میلادی          | ابودولاف                      | باکویا                                         |
| ۹۸۲ میلادی              | حدود العلم                    | باکو                                           |
| ۹۸۵ میلادی              | مقدسی                         | باکوه                                          |
| قرن دوازدهم             | خاقانی                        | باکو                                           |
| قرن ۱۳ ام               | یاقوت الحماوی نصیرالدین طوسی  | باکویا                                         |
| قرن ۱۴                  | رشیدالدین                     | باکو                                           |
| قرن ۱۵                  | عبدالرشید باکوی               | باکویا                                         |
| قرن شانزدهم             | حسن بیگ روملو                 | باکو                                           |
| قرن ۱۷                  | اولیا چلبی                    | باکو                                           |

## دوران باستان
حدود ۱۰۰۰ سال پیش، قلمرو باکو و آبشرون امروزی با گیاهان و جانوران غنی بود. آثار سکونت انسان به عصر حجر برمی گردد. از عصر برنز، حکاکی‌های صخره‌ای در نزدیکی بایل، و مجسمه‌ای برنزی از یک ماهی کوچک در قلمرو شهر قدیمی کشف شده‌است. این امر باعث شده‌است که برخی وجود یک سکونتگاه عصر برنز را در قلمرو شهر مطرح کنند. در نزدیکی نارداران در محلی به نام امید گایا، رصدخانه ای ماقبل تاریخ کشف شد که روی صخره تصاویر خورشید و صورت‌های فلکی مختلف همراه با جدول نجومی بدوی حک شده‌است.[۶] کاوش‌های باستان‌شناسی بیشتر، سکونت‌گاه‌های مختلف ماقبل تاریخ، معابد بومی، مجسمه‌ها و دیگر آثار را در قلمرو شهر مدرن و اطراف آن نشان داد.
در قرن اول، رومیان دو لشکرکشی به قفقاز ترتیب دادند و به باکو رسیدند. در نزدیکی باکو، در گوبوستان، کتیبه‌های رومی مربوط به ۸۴ تا ۹۶ پس از میلاد کشف شد. بازمانده این دوره روستای رامانا در ناحیه سابونچو باکو است. در زندگی بارتلمیوس رسول، باکو به نام آلبانوس ارمنی معرفی شده‌است. برخی از مورخان تصور می‌کنند که در زمان وجود آلبانی قفقاز باکو آلبانوپولیس نامیده می‌شد. سنت‌های کلیسای محلی این باور را ثبت می‌کنند که شهادت بارتلمه در پایین برج دوشیزه در شهر قدیمی رخ داده‌است، جایی که طبق داده‌های تاریخی، یک کلیسای مسیحی در محل معبد بت پرستان آرتا ساخته شده‌است.
گزارشی از مورخ قرن پنجم پریسکوس پانیوم اولین موردی بود که به آتش‌سوزی‌های معروف باکوویی اشاره کرد (ex petra maritima flamma ardet - از شعله سنگ دریایی بیرون می‌آید). در اثر این آتش‌های جاودانه، باکو به مرکز بزرگ دین زرتشتی باستان تبدیل شد. شاه ساسانی اردشیر اول دستور داد تا آتش خاموش نشدنی ایزد اورمزد را در معابد شهر نگه دارند.

## قرون میانه و جدید

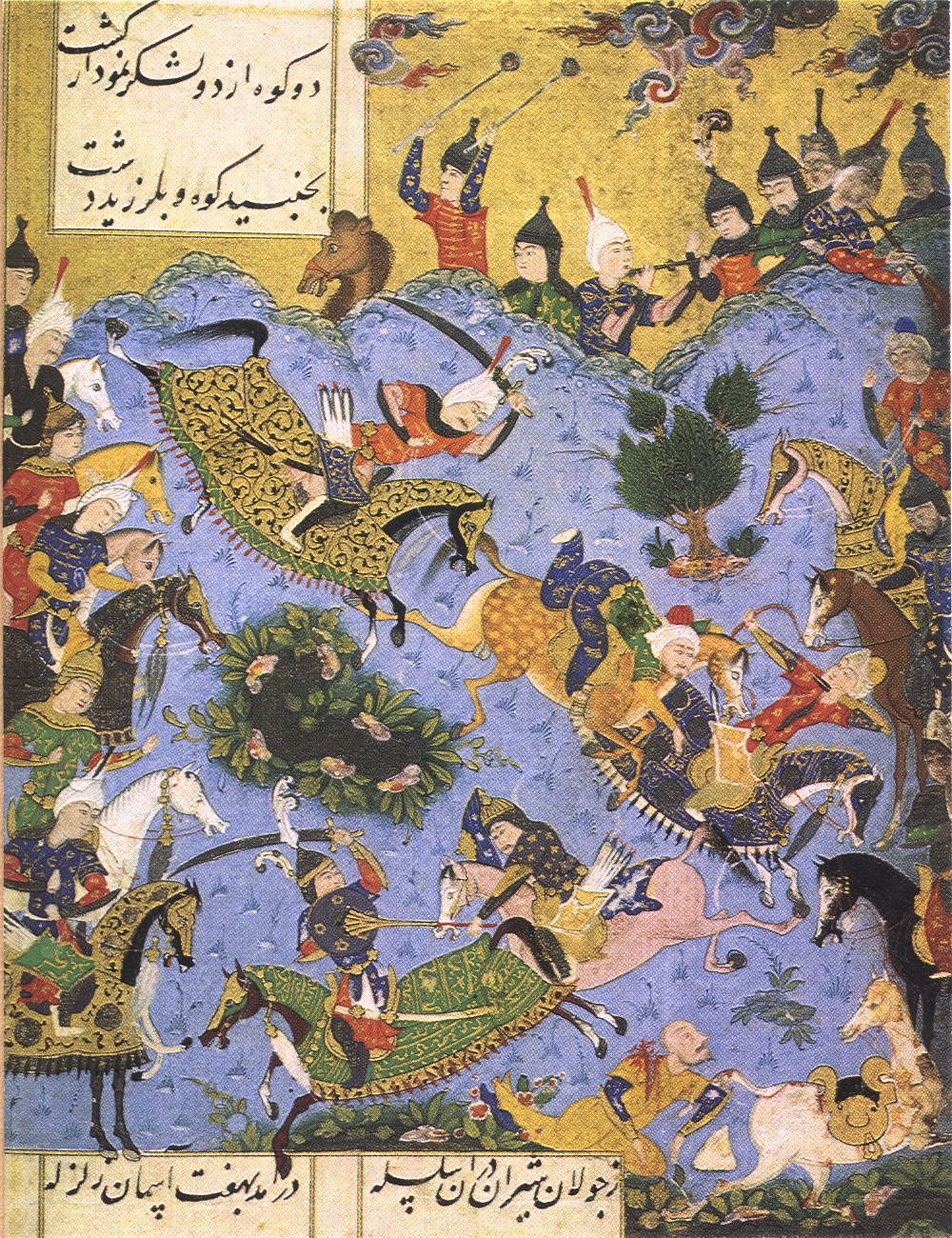
نقاشی مینیاتوری نشان دهنده سقوط شیروانشاهان به دست صفویان

در منابع قرون وسطی تا سده دهم اطلاعات کمی در مورد باکو وجود دارد یا اصلاً وجود ندارد. قدیمی‌ترین شواهد سکه‌شناسی یافت شده در این شهر، سکه عباسی متعلق به قرن هشتم میلادی است. در آن زمان باکو قلمرو خلافت عرب و بعداً شیروانشاهان بود. در این دوره، آنها اغلب مورد حمله خزرها و (از قرن دهم) روس‌ها قرار گرفتند. شیروانشاه اخسیتان اول یک نیروی دریایی در باکو ساخت و با موفقیت یک حمله دیگر روسها را در سال ۱۱۷۰ دفع کرد. پس از زلزله ویرانگری که شاماخی، پایتخت شیروان را لرزاند، دربار شیروانشاه در سال ۱۱۹۱ به باکو نقل مکان کرد. یک ضرابخانه نیز به بهره‌برداری رسید.
بین قرن‌های ۱۲ و ۱۴، استحکامات عظیمی در شهر و اطراف آن انجام شد. برج دوشیزه، قلعه‌های رامانا، نارداران، شاگان و مردکان و همچنین قلعه معروف سابایل در جزیره خلیج باکو در این دوره ساخته شده‌است. دیوارهای شهر نیز بازسازی و مستحکم شدند.
بزرگترین مشکل باکو در این دوران تجاوز به دریای خزر بود. بالا آمدن سطح آب هر از گاهی قسمت اعظم شهر را فرا گرفت و قلعه معروف سابایل در سده چهاردهم به‌طور کامل زیر دریا رفت. این اتفاق منجر به افسانه‌های متعددی در مورد شهرهای زیر آب مانند شهریونان («شهر یونانی») شد.
هولاکو خان در جریان سومین لشکرکشی مغولان به آذربایجان (۱۲۳۱–۱۲۳۹) باکو را تحت سلطه ایالت شیروان اشغال کرد و اقامتگاه زمستانی ایلخانیان شد. در سده چهاردهم، شهر در زمان محمد اولجیتو که آن را از برخی مالیات‌های سنگین خلاص کرد، رونق یافت. شاعر باکویی نصیر باکویی برای اولجئیتو شعری نوشت و بدین ترتیب اولین قطعه شعر به زبان آذربایجانی را سرود.

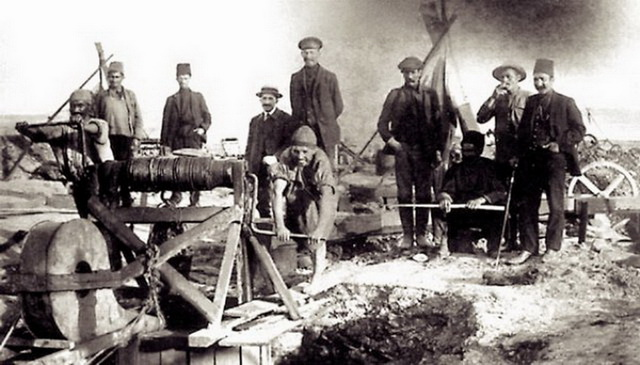
کارگران نفت در حال حفر چاه نفت با دست در بی بی هیبت.

در سال ۱۵۰۱ شاه اسماعیل اول صفوی باکو را محاصره کرد. ساکنان محاصره شده مقاومت کردند و برای دفاع به استحکامات خود تکیه کردند. در اثر مقاومت، اسماعیل دستور داد بخشی از دیوار استحکامات را تخریب کنند. قلعه ویران شد و بسیاری از اهالی کشته شدند. در سال ۱۵۳۸ شاه طهماسب اول صفوی به سلطنت شیروانشاهان پایان داد و در سال ۱۵۴۰ باکو دوباره به دست سپاهیان صفوی بازپس گرفته شد.
بین سالهای ۱۵۶۸ و ۱۵۷۴ سابقه شش مأموریت انگلیسی در باکو وجود دارد. مردان انگلیسی به نام‌های توماس بانیستر و جفری داکت در مکاتبات خود باکو را توصیف کردند. آنها نوشتند که "... شهر چیز عجیبی است، زیرا از زمین مقدار شگفت‌انگیزی نفت بیرون می‌آید که به تمام کشور خدمت می‌کند تا خانه‌هایشان را گرم کند. این نفت سیاه است و نفت نامیده می‌شود. همچنین در کنار شهر باکو است، روغن دیگری که سفید و بسیار گرانبها است و آن را نفت می‌گویند». اولین چاه نفت خارج از باکو در سال ۱۵۹۴ توسط صنعتگری به نام ممدنور اوگلو حفاری شد. او ساخت چاه نفت با کارایی بالا را در روستای بالاخانی به پایان رساند. این منطقه از نظر تاریخی خارج از قلمرو شهر بود.
در سال ۱۶۳۶ میلادی، آدام اولئاریوس، دیپلمات و جهانگرد آلمانی، ۳۰ میدان نفتی باکو را توصیف کرد و اشاره کرد که مقدار زیادی نفت قهوه ای وجود دارد. تحت فرمان استپان رازین به سواحل باکو حمله کرد و روستای ماشتاگا را غارت کرد. در سال بعد، باکو به‌طور موقت توسط امپراتوری عثمانی پس گرفته شد.
باکو کانون تجارت بود و کسب و کار در آنجا رونق داشت. قابل توجه است که تاجران شبه قاره هند در این منطقه مستقر شدند. این تاجران هندی آتشگاه باکو را در طول قرون ۱۷ تا ۱۸ ساختند. در باکو معبد هندوها، سیک و آتشکده پارسی مورد استفاده قرار می‌گرفت.

### سقوط صفویان و خانات باکو
سرنگونی صفویان در سال ۱۷۲۲ باعث هرج و مرج گسترده شد. در ۲۶ ژوئن ۱۷۲۳، پس از یک محاصره طولانی، باکو تسلیم روس‌ها شد و صفویان مجبور شدند این شهر را در کنار بسیاری از مناطق قفقازی خود واگذار کنند. طبق فرمان پتر کبیر، سربازان دو هنگ (۲۳۸۲ نفر) در پادگان باکو به فرماندهی شاهزاده باریاتیانسکی، فرمانده شهر باقی ماندند. پتر کبیر، هنگام تجهیز یک اکسپدیشن نظامی جدید به فرماندهی ژنرال میخائیل ماتیوشکین، او را مأمور فرستادن نفت بیشتر از باکو به سن پترزبورگ کرد اما به دلیل مرگ پیتر، این دستور اجرا نشد.
در سال ۱۷۳۳، باکو توسط پزشک لوان لرخ، کارمند سفارت روسیه بازدید شد، او میادین نفتی شهر را تشریح کرد. در سال ۱۷۳۰، اوضاع برای روس‌ها بدتر شده بود زیرا موفقیت‌های نادرشاه در شیروان، روس‌ها را مجبور کرد در ۱۰ مارس ۱۷۳۵ در نزدیکی گنجه توافق کنند و شهر و سایر مناطق فتح شده در قفقاز را به ایران بازگردانند.
پس از فروپاشی امپراتوری صفوی و پس از مرگ نادرشاه، در سال ۱۷۴۷ در پی خلاء قدرتی که ایجاد شده بود، حکومت نیمه مستقل خانات باکو تشکیل شد. این شهر توسط میرزا محمد خان اداره می‌شد و به زودی به خانات قبه بسیار قوی تر تبدیل شد. جمعیت باکو اندک بود (تقریباً ۵۰۰۰ نفر) و اقتصاد در نتیجه جنگ‌های مداوم، راهزنی و تورم ویران شده بود. با این حال، خان‌ها از تجارت دریایی با بقیه ایران سود می‌بردند. درگیری‌های داخلی فئودالی در دهه ۱۷۹۰ منجر به تسلط یک جناح ضد روسی در شهر شد که منجر به تبعید برادر متمایل به روسی خانات قبه شد.
در پایان قرن هجدهم، روسیه تزاری اکنون سیاست محکم‌تری را با هدف تسخیر تمام قفقاز به هزینه ایران و ترکیه عثمانی آغاز کرد. در بهار ۱۷۹۶، به دستور یکاترینای دوم، نیروهای ژنرال والرین زوبوف به دنبال غارت تفلیس و هدف ایران برای بازگرداندن فرمانروایی خود بر گرجستان و داغستان، لشکرکشی وسیعی را علیه ایران قاجار آغاز کردند. زوبوف ۱۳۰۰۰ نفر را برای تصرف باکو فرستاده بود و متعاقباً بدون هیچ مقاومتی به تصرف درآمد. در ۱۳ ژوئن ۱۷۹۶، یک ناوگان روسی وارد خلیج باکو شد و پادگانی از نیروهای روسی در داخل شهر مستقر شد. اما بعداً، پاول اول دستور توقف کارزار و عقب‌نشینی نیروهای روسی را به دنبال مرگ سلف خود، کاترین کبیر، صادر کرد. در مارس ۱۷۹۷، نیروهای تزاری باکو را ترک کردند.

## تسلیم اجباری ایران به امپراتوری روسیه

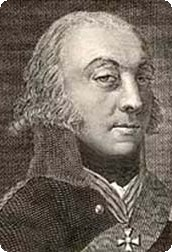
شاهزاده پاول تسیسیانوف هنگامی که سعی داشت باکو را در طول جنگ روسیه و ایران (۱۸۰۴-۱۸۱۳) تسلیم کند، به ضرب گلوله کشته شد.

تزار الکساندر اول در جریان جنگ روسیه و ایران (۱۸۰۴–۱۸۱۳) که طی آن پاول تسیسیانوف تلاش کرد باکو را در ژانویه ۱۸۰۶ تصرف کند، بار دیگر به تسخیر باکو شتافت. اما دستیار و پسر عموی حسینگولو خان ناگهان تسیسیانوف را به ضرب گلوله کشت. ارتش روسیه که بدون فرمانده ماند، باکو را ترک کرد و اشغال خانات باکو یک سال به تعویق افتاد. باکو در اکتبر همان سال تسخیر شد و در نهایت پس از واگذاری رسمی این شهر در میان سایر سرزمین‌های جدایی ناپذیر در قفقاز شمالی و قفقاز جنوبی توسط ایران در عهدنامه گلستان در سال ۱۸۱۳ به امپراتوری روسیه ضمیمه شد. پس از جنگ روسیه و ایران (۱۸۲۶–۱۸۲۸) و معاهده ترکمنچای که باکو تحت سلطه اسمی روسیه قرار گرفت، این شهر در طول جنگ توسط ایران بازپس گرفته شد.
هنگامی که باکو در طول جنگ ۱۸۰۴–۱۸۱۳ توسط نیروهای روسی اشغال شد، تقریباً کل جمعیت حدود ۸۰۰۰ نفر از قوم تات بودند.